# 여수시 (1950년 선거구)
여수시는 대한민국의 옛 국회의원 선거구이다. 당시 전라남도 여수시 지역을 관할했다.

## 역사
1949년 8월, 여수군 여수읍이 여수시로 승격되었다. 이에 제2대 국회의원 선거를 앞두고 여수시 전 지역을 관할하는 선거구로 신설되었다.
제6대 국회의원 선거를 앞두고 여천군 선거구와 통합되어 여수시·여천군 선거구를 이루게 됨에 따라 폐지되었다.

## 역대 국회의원
| 선거   | 정당 | 정당   | 의원   |
| ------ | ---- | ------ | ------ |
| 1950년 |      | 무소속 | 정재완 |
| 1954년 |      | 무소속 | 정재완 |
| 1958년 |      | 민주당 | 정재완 |
| 1960년 |      | 민주당 | 정재완 |

## 역대 선거 결과

### 대한민국 제2대 국회의원 선거
|  | 43.64% |

|  | 22.66% |

|  | 14.97% |

|  | 12.14% |

|  | 4.85% |

|  | 1.21% |

|  | 0.51% |

|  | 0% |

### 대한민국 제3대 국회의원 선거
|  | 41.59% |

|  | 27.26% |

|  | 26.78% |

|  | 4.35% |

### 대한민국 제4대 국회의원 선거
|  | 59.27% |

|  | 36.22% |

|  | 4.49% |

### 대한민국 제5대 국회의원 선거
|  | 38.46% |

|  | 35.02% |

|  | 14.40% |

|  | 12.10% |